# رامون فيناي
رامون فيناي (بالإسبانية: Ramón Vinay)‏ هو مغني ومغني أوبرا تشيلي، ولد في 31 أغسطس 1911 في تشيلان في تشيلي، وتوفي في 4 يناير 1996 في مدينة بويبلا في المكسيك.

## وصلات خارجية
- رامون فيناي على موقع مونزينجر (الألمانية)
- رامون فيناي على موقع ميوزك برينز (الإنجليزية)
- رامون فيناي على موقع قاعدة بيانات برودواي على الإنترنت (الإنجليزية)
- رامون فيناي على موقع أول ميوزيك (الإنجليزية)
- رامون فيناي على موقع ديسكوغز (الإنجليزية)